# Nubiana
Nubiana es una variedad cultivar de ciruelo (Prunus salicina), de las denominadas ciruelas japonesas (aunque las ciruelas japonesas en realidad se originaron en China, fueron llevadas a los EE. UU. a través de Japón en el siglo XIX).
Una variedad que fue obtenida por Claron O. Hesse Winters (California) de un cruzamiento de 'Gaviota' x 'Eldorado'.
Las frutas son de tamaño grande, redondeadas, piel firme con un color púrpura oscuro, casi negra en completa madurez, cubiertas con una pruina fina, y pulpa de color amarillo ámbar, textura firme, y sabor acidulado, con calidad gustativa buena. Tolera las zonas de rusticidad según el departamento USDA, de nivel 5 a 9.

## Historia
'Nubiana' variedad de ciruela, obtenida por Claron O. Hesse "Agr. Expt. Sta.", Davis, y "Agr. Res. Serv.", USDA Winters (California) de un cruzamiento de 'Gaviota' como "Parental Madre" x el polen de 'Eldorado' como "Parental Padre". Fue introducida en los circuitos comerciales en 1954.
'Nubiana' está cultivada en España, Italia, Portugal, Sudáfrica, Chile,  Argentina, y Turquía.

## Características
'Nubiana' es un árbol de tamaño mediano vigor medio y porte semi erecto, con entrada en producción algo lenta y producción buena a muy buena y regular, necesitando un aclareo de los frutos, tiene un tiempo de floración que comienza a partir del 9 de abril con el 10% de floración, para el 18 de abril tiene una floración completa (80%), y para el 21 de abril tiene un 90% de caída de pétalos.
'Nubiana' tiene una talla de fruto de calibre grande, esférico achatado, algo asimétrico, sutura ventral ancha, roma, poco profunda, con un peso promedio de 84.60 g; epidermis tiene una piel firme, muy poca acidez en la piel, con un color púrpura oscuro, casi negra en completa madurez, cubiertas con una pruina fina; pulpa de color amarillo ámbar, textura firme, y sabor acidulado, con calidad gustativa buena.
Hueso muy adherente a la pulpa, de tamaño pequeño, aplanada, ovalada, muy poca acidez alrededor del hueso.
Su tiempo de recogida de cosecha es tardía se inicia en su maduración en la tercera decena de julio hasta la primera decena de agosto. Buena conservación en frío. Presenta facilidad para el transporte y manipulación.

## Progenie
'Nubiana' es el "Parental Padre" de la nueva variedad de ciruela 'Friar'.

## Usos
Las ciruelas 'Nubiana' de muy buena calidad como fruta fresca en mesa, son buenas aprovechables en postres de cocina como tartas y pasteles, y se  utilizan comúnmente para hacer conservas y mermeladas.

## Polinización
De polinización auto compatible. Mejora su calidad con polinización cruzada con otras variedades compatibles, siendo buenos polinizadores: 'Frontier', 'Friar', 'Laroda', 'Late Santa Rosa', y 'Santa Rosa'.